# 80e Meijin (shogi) 2021-2022
«Édition précédente (79)
80e Meijin
Édition suivante (81)»

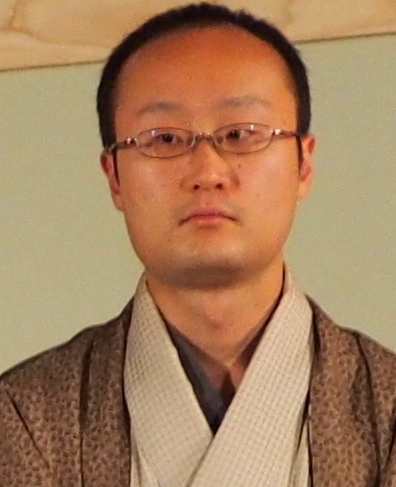
Akira Watanabe, le vainqueur du tournoi.

Le 80e Meijin de shōgi (第80期名人戦) est une compétition qui est organisée au Japon de juin 2021 à avril 2022 comptant pour la saison 2021-2022.

## Meijinsen Nana-ban Shobu
第80期名人戦   渡辺 明 - 斎藤慎太郎
Le championnat Meijin a opposé dans un match en sept parties le tenant du titre Akira Watanabe au challenger Shintaro Saito vainqueur de la classe A de la ligue Junnisen.
Akira Watanabe s'impose 4-1 remportant ainsi son Troisieme Meijin
Shintaro Saito echoue pour la deuxieme fois consecutive
| Partie                            | Date  | Sente          | Sente      | Né en | Gote           | Gote       | Né en | Watanabe | Shintaro | Lieu         |
| --------------------------------- | ----- | -------------- | ---------- | ----- | -------------- | ---------- | ----- | -------- | -------- | ------------ |
| 1                                 | 07/04 | Akira Watanabe | 渡辺 明    | 1984  | Shintaro Saito | 斎藤慎太郎 | 1993  | 1        |          | Tokyo-Bunkyo |
| 2                                 | 19/04 | Shintaro Saito | 斎藤慎太郎 | 1993  | Akira Watanabe | 渡辺 明    | 1984  | 2        |          | Kanazawa     |
| 3                                 | 07/05 | Akira Watanabe | 渡辺 明    | 1984  | Shintaro Saito | 斎藤慎太郎 | 1993  |          | 1        | Fukuoka      |
| 4                                 | 19/05 | Shintaro Saito | 斎藤慎太郎 | 1993  | Akira Watanabe | 渡辺 明    | 1984  | 3        |          | Yamaguchi    |
| 5                                 | 28/05 | Akira Watanabe | 渡辺 明    | 1984  | Shintaro Saito | 斎藤慎太郎 | 1993  | 4        |          | Kofu         |
| 6                                 |       |                |            |       |                |            |       |          |          |              |
| 7                                 |       |                |            |       |                |            |       |          |          |              |
| Akira Watanabe 4-1 Shintaro Saito |       |                |            |       |                |            |       |          |          |              |

### Parties
1. ↑  (ja) 6shogi, « ▲Akira Watanabe– △Shintaro Saito "aiyagura" nanaban shobu, 1°partie 1-0 », sur ロックショウギ,‎ 6 avril 2022 (consulté le 9 septembre 2022)
2. ↑  (ja) 6shogi, « ▲Shintaro Saito – △Akira Watanabe "Kakugawari" nanaban shobu, 2°partie 0-1 », sur ロックショウギ,‎ 19 avril 2022 (consulté le 9 septembre 2022)
3. ↑  (ja) 6shogi, « ▲Akira Watanabe – △Shintaro Saito "Kakugawari" Nanaban Shobu, 3°partie, 0-1 », sur ロックショウギ,‎ 7 mai 2022 (consulté le 9 septembre 2022)
4. ↑  (ja) 6shogi, « ▲Shintaro Saito – △Akira Watanabe "Algakari" Nanaban Shobu, 4°partie 0-1 », sur ロックショウギ,‎ 19 mai 2022 (consulté le 9 septembre 2022)
5. ↑  (ja) 6shogi, « ▲Akira Watanabe – △Shintaro Saito "Kakugawari" Nanaban Shobu, 5°partie 1-0 », sur ロックショウギ,‎ 28 mai 2022 (consulté le 9 septembre 2022)

## A-kyū jun'i-sen
Shintaro Saito s'impose pour la deuxieme fois successive avec 8 victoires 1 defaite il redevient le Challenger du Meijin Akira Watanabe
2e Tetsuro Itodani (6-3)
3e Amahiko Sato (6- 3)
Yoshiharu Habu sept couronne eternelle apres 28 ans de classe A(2-7) et Takayuki Yamakazi(1-8) sont relegué en classe B1
| Kishi | Kishi              | Kishi      | Né en | 1 | 2 | 3 | 4 | 5 | 6 | 7 | 8 | 9 | 10 | vic | def | #  |  |
| ----- | ------------------ | ---------- | ----- | - | - | - | - | - | - | - | - | - | -- | --- | --- | -- |  |
| 1     | Shintaro Saito     | 斎藤慎太郎 | 1993  |   |   |   |   |   |   |   |   |   |    | 8   | 1   | 1  |  |
| 2     | Tetsuro Itodani    | 糸谷哲郎   | 1988  |   |   |   |   |   |   |   |   |   |    | 6   | 3   | 4  |  |
| 3     | Amahiko Sato       | 佐藤天彦   | 1988  |   |   |   |   |   |   |   |   |   |    | 6   | 3   | 7  |  |
| 4     | Masayuki Toyoshima | 豊島 将之  | 1990  |   |   |   |   |   |   |   |   |   |    | 5   | 4   | 2  |  |
| 5     | Akihito Hirose     | 広瀬章人   | 1987  |   |   |   |   |   |   |   |   |   |    | 5   | 4   | 3  |  |
| 6     | Takuya Nagase      | 永瀬 拓矢  | 1992  |   |   |   |   |   |   |   |   |   |    | 5   | 4   | 9  |  |
| 7     | Yasumitsu Sato     | 佐藤康光   | 1969  |   |   |   |   |   |   |   |   |   |    | 4   | 5   | 6  |  |
| 8     | Tatsuya Sugai      | 菅井竜也   | 1992  |   |   |   |   |   |   |   |   |   |    | 3   | 6   | 5  |  |
| 9     | Yoshiharu Habu     | 羽生善治   | 1970  |   |   |   |   |   |   |   |   |   |    | 2   | 7   | 8  |  |
| 10    | Takayuki Yamazaki  | 山崎 隆之  | 1981  |   |   |   |   |   |   |   |   |   |    | 1   | 8   | 10 |  |

## B-Kyu 1-Kumi Jun'i-sen
Sōta Fujii (10-2) accede a la ligue A
AKira Inaba (9-3) y revient apres une seule saison en ligue B1
Kazuki Kimura, Ayumu Matsuo et Chikara Akutsu (9-3) sont releguée en B2
| Kishi | Kishi            | Kishi      | Kishi | vic | def | #  |  |  |  |  |  |  |  |
| ----- | ---------------- | ---------- | ----- | --- | --- | -- |  |  |  |  |  |  |  |
| 1     | Sōta Fujii       | 藤井聡太   | 2002  | 10  | 2   | 11 |  |  |  |  |  |  |  |
| 2     | Akira Inaba      | 稲葉陽     | 1988  | 9   | 3   | 1  |  |  |  |  |  |  |  |
| 3     | Shōta Chida      | 千田翔太   | 1994  | 9   | 3   | 7  |  |  |  |  |  |  |  |
| 4     | Nobuyuki Yashiki | 屋敷伸之   | 1972  | 7   | 5   | 8  |  |  |  |  |  |  |  |
| 5     | Yūki Sasaki      | 佐々木勇気 | 1994  | 7   | 5   | 12 |  |  |  |  |  |  |  |
| 6     | Hiroyuki Miura   | 三浦弘行   | 1974  | 6   | 6   | 2  |  |  |  |  |  |  |  |
| 7     | Masataka Goda    | 郷田 真隆  | 1971  | 6   | 6   | 4  |  |  |  |  |  |  |  |
| 8     | Hiroaki Yokoyama | 横山泰明   | 1980  | 6   | 6   | 13 |  |  |  |  |  |  |  |
| 9     | Seiya Kondō      | 近藤誠也   | 1996  | 5   | 7   | 5  |  |  |  |  |  |  |  |
| 10    | Toshiaki Kubo    | 久保利明   | 1975  | 4   | 8   | 6  |  |  |  |  |  |  |  |
| 11    | Kazuki Kimura    | 木村一基   | 1973  | 3   | 9   | 3  |  |  |  |  |  |  |  |
| 12    | Ayumu Matsuo     | 松尾歩     | 1980  | 3   | 9   | 9  |  |  |  |  |  |  |  |
| 13    | Chikara Akutsu   | 阿久津主税 | 1982  | 3   | 9   | 10 |  |  |  |  |  |  |  |

## B2 kyū jun'i-sen
1 Shingo Sawada (9-1) promu en B1
2 Taiji Nakamura (9-1) promu en B1
3Tadahisa Maruyama  (8-2) promu en B1